# Aprisionamento tecnológico
Em economia, aprisionamento tecnológico corresponde ao termo inglês vendor lock-in (encarceramento no [ecossistema do] vendedor/fornecedor).  O aprisionamento tecnológico decorre de particularidades em produtos ou serviços que tornam seus usuários dependentes dos fornecedores, impedindo-os de trocar de fornecedor sem custos adicionais substanciais.  Pode ser significativamente reforçado pelo efeito de rede, em que os usuários se vêem presos a determinados produtos ou serviços por interoperabilidade com outros usuários, ou por dependerem de massa crítica econômica em mercados correlatos como recursos humanos ou suporte técnico.
Em Informática, o aprisionamento tecnológico é tipicamente empregado por fornecedores incumbentes de programas de computador, como IBM, Microsoft, Oracle, Android ou iOS por exemplo.  Há várias maneiras de lidar com o problema, como a adesão a sistemas abertos como o Posix ou o emprego de programas livres como GNU/Linux ou Java.